# Engelchen
Engelchen ist ein deutscher Spielfilm aus dem Jahre 1996.

## Handlung
Ramona ist eine sensible Frau Anfang 30. Sie lebt in Berlin in der Nähe des S-Bahnhofs Ostkreuz. Sie arbeitet in einer Kosmetikfabrik, wo sie niemandem weiter auffällt. Ihre Freizeit verbringt sie vor allem damit, aus ihrer Wohnung aus dem Fenster zu schauen. Dort bietet sich die Show des Lebens, denn die Hauptdarsteller ihrer Beobachtungen leben in einer Nachbarswohnung und sind ein ständig streitendes Ehepaar mit einer kleinen Tochter. Ramonas Leben bekommt plötzlich eine Wendung, als sie am Bahnhof ein junger, polnischer Mann völlig unerwartet küsst. Andrzej ist Zigarettenschmuggler und kann durch den Kuss der Polizei entkommen. Ramona verliebt sich in den sympathischen Mann und es entsteht eine zarte Liebesgeschichte, die ihr Happyend zu haben scheint, als Ramona schwanger wird und sich auf ihr eigenes Kind freut. Sie möchten ihrem Kind wesentlich andere Bedingungen zum Leben geben, als sie es Tag für Tag in der Nachbarsfamilie beobachten konnte. Doch hat das Leben eine weitere Wendung für sie vorgesehen. Sie möchte Andrzej heiraten und eine Familie gründen, doch muss sie feststellen, dass Andrzej bereits in Polen verheiratet ist. Für Ramona bricht eine Welt zusammen. Als auch noch ihre Schwester Lucie wegen Diebstahls von der Polizei festgenommen wird, erleidet Ramona eine Fehlgeburt. Gerade noch schien sie sich aus ihrer Isolation befreit zu haben und hatte Hoffnung auf ein glückliches Leben, jetzt scheint der Alltag noch viel schmerzvoller als zuvor. Sie will unbedingt doch noch ein wenig Glück im Leben haben und entschließt sich ein Kind zu entführen, wodurch sie sich eine Illusion von glücklicher Familie aufzubauen versucht.

## Kritiken
- Lexikon des internationalen Films: Eine eindringliche Studie über Einsamkeit und psychische Verkümmerung, die durch die überragende Hauptdarstellerin extreme Seelenzustände sicht- und in gewissem Maße auch verstehbar macht. Obwohl der Film mitunter das Pittoreske streift, berühren die Darstellung menschlicher Not und der Versuch, wenig wahrgenommene Befindlichkeiten der Gegenwart zu beschreiben.[1]

## Auszeichnungen
Film und Hauptdarstellerin Susanne Lothar waren 1997 für den Deutschen Filmpreis nominiert. Außerdem wurde der Film auf diversen internationalen Filmfestivals gezeigt und wurde mehrfach ausgezeichnet.